# Aaron Tshibola
Aaron Tshibola (Newham, 2 gennaio 1995) è un calciatore congolese (Repubblica Democratica del Congo) con cittadinanza britannica, centrocampista del Lamia.

## Carriera

### Club
Cresciuto nel settore giovanile del Reading, il 20 giugno 2014 firma il primo contratto professionistico, di durata biennale. Il 23 agosto debutta con i Royals, nella partita di campionato persa per 4-0 contro il Nottingham Forest.
Il 2 gennaio 2015 passa in prestito all'Hartlepool United; tornato al Reading, il 9 settembre prolunga rinnova fino al 2019. Il 10 luglio 2016 viene ceduto a titolo definitivo all'Aston Villa, con cui firma un quadriennale. Dopo aver collezionato 10 presenze totali con i Villans, il 30 gennaio 2017 si trasferisce a titolo temporaneo al Nottingham Forest.
Il 27 luglio passa, sempre in prestito, al MK Dons, che viene però interrotto il 9 novembre, dopo sedici presenze complessive. Il 29 gennaio 2018 viene ceduto fino al termine della stagione al Kilmarnock.

### Nazionale
Ha giocato nella nazionale inglese Under-18.
In possesso della cittadinanza congolese grazie alle origini dei genitori, ha esordito con la nazionale africana il 27 marzo 2018, nell'amichevole persa per 2-0 contro la Tanzania.

## Statistiche

### Presenze e reti nei club
Statistiche aggiornate al 17 maggio 2018.
| Stagione            | Squadra              | Campionato        | Campionato | Campionato | Coppe nazionali | Coppe nazionali | Coppe nazionali | Coppe continentali | Coppe continentali | Coppe continentali | Altre coppe | Altre coppe | Altre coppe | Totale | Totale | Totale |
| Stagione            | Squadra              | Comp              | Pres       | Reti       | Comp            | Pres            | Reti            | Comp               | Pres               | Reti               | Comp        | Pres        | Reti        | Pres   | Reti   |        |
| ------------------- | -------------------- | ----------------- | ---------- | ---------- | --------------- | --------------- | --------------- | ------------------ | ------------------ | ------------------ | ----------- | ----------- | ----------- | ------ | ------ | ------ |
| 2014-gen. 2015      | Reading              | FLC               | 1          | 0          | FACup+CdL       | 0               | 0               | -                  | -                  | -                  | -           | -           | -           | 1      | 0      |        |
| gen.-giu. 2015      | Hartlepool Utd       | FL2               | 23         | 0          | FACup+CdL       | -               | -               | -                  | -                  | -                  | FLT         | -           | -           | 23     | 0      |        |
| 2015-2016           | Reading              | FLC               | 12         | 0          | FACup+CdL       | 1+3             | 0               | -                  | -                  | -                  | -           | -           | -           | 16     | 0      |        |
| Totale Reading      | Totale Reading       | Totale Reading    | 13         | 0          |                 | 4               | 0               |                    | -                  | -                  |             | -           | -           | 17     | 0      |        |
| 2016-gen. 2017      | Aston Villa          | FLC               | 8          | 1          | FACup+CdL       | 1+1             | 0               | -                  | -                  | -                  | -           | -           | -           | 10     | 1      |        |
| gen.-giu. 2017      | Nottingham Forest    | FLC               | 4          | 0          | FACup+CdL       | -               | -               | -                  | -                  | -                  | -           | -           | -           | 4      | 0      |        |
| lug.-nov. 2017      | MK Dons              | FL1               | 12         | 0          | FACup+CdL       | 0+2             | 0               | -                  | -                  | -                  | FLT         | 2           | 1           | 16     | 1      |        |
| gen.-giu. 2018      | Kilmarnock           | SPL               | 12         | 0          | SC+CdL          | 2+0             | 1+0             | -                  | -                  | -                  | -           | -           | -           | 14     | 1      |        |
| 2018-2019           | Kilmarnock           | SPL               | 27         | 1          | SC+CdL          | 2+0             | 0+0             | -                  | -                  | -                  | -           | -           | -           | 29     | 1      |        |
| ago. 2019-gen. 2020 | KSK Beveren          | D1                | 8          | 0          | CB              | 1               | 0               | -                  | -                  | -                  | -           | -           | -           | 9      | 0      |        |
| gen.-giu. 2020      | Template:Calcio Aves | PL                | 4          | 0          | CP+CdL          | 0+0             | 0+0             | -                  | -                  | -                  | -           | -           | -           | 4      | 0      |        |
| 2020-2021           | Kilmarnock           | SPL               | 32         | 3          | SC+CdL          | 3+0             | 0+0             | -                  | -                  | -                  | -           | -           | -           | 35     | 3      |        |
| Totale Kilmarnock   | Totale Kilmarnock    | Totale Kilmarnock | 71         | 4          |                 | 7               | 1               |                    | -                  | -                  |             | -           | -           | 78     | 5      |        |
| 2021-2022           | Gençlerbirliği       | 1.L               | 27         | 2          | TK              | 0               | 0               | -                  | -                  | -                  | -           | -           | -           | 27     | 2      |        |
| 2022-2023           | AEL Limassol         | AK                | 22         | 2          | KK              | 4               | 0               | -                  | -                  | -                  | -           | -           | -           | 26     | 2      |        |
| 2023-2024           | Hatta Club           | PL                | 8          | 0          | PC+CdL          | 0+2             | 0+1             | -                  | -                  | -                  | -           | -           | -           | 10     | 1      |        |
| Totale carriera     | Totale carriera      | Totale carriera   | 200        | 9          |                 | 22              | 2               |                    | -                  | -                  |             | 2           | 1           | 224    | 12     |        |

### Cronologia presenze e reti in nazionale
| Cronologia completa delle presenze e delle reti in nazionale ― RD del Congo | Cronologia completa delle presenze e delle reti in nazionale ― RD del Congo | Cronologia completa delle presenze e delle reti in nazionale ― RD del Congo | Cronologia completa delle presenze e delle reti in nazionale ― RD del Congo | Cronologia completa delle presenze e delle reti in nazionale ― RD del Congo | Cronologia completa delle presenze e delle reti in nazionale ― RD del Congo | Cronologia completa delle presenze e delle reti in nazionale ― RD del Congo | Cronologia completa delle presenze e delle reti in nazionale ― RD del Congo |
| Data                                                                        | Città                                                                       | In casa                                                                     | Risultato                                                                   | Ospiti                                                                      | Competizione                                                                | Reti                                                                        | Note                                                                        |
| --------------------------------------------------------------------------- | --------------------------------------------------------------------------- | --------------------------------------------------------------------------- | --------------------------------------------------------------------------- | --------------------------------------------------------------------------- | --------------------------------------------------------------------------- | --------------------------------------------------------------------------- | --------------------------------------------------------------------------- |
| 27-3-2018                                                                   | Dar-es-Salaam                                                               | Tanzania                                                                    | 2 – 0                                                                       | RD del Congo                                                                | Amichevole                                                                  | -                                                                           | 46’                                                                         |
| 24-3-2023                                                                   | Lubumbashi                                                                  | RD del Congo                                                                | 3 – 1                                                                       | Mauritania                                                                  | Qual. Coppa d'Africa 2023                                                   | -                                                                           | 63’                                                                         |
| 28-3-2023                                                                   | Nouakchott                                                                  | Mauritania                                                                  | 1 – 1                                                                       | RD del Congo                                                                | Qual. Coppa d'Africa 2023                                                   | -                                                                           |                                                                             |
| 15-11-2023                                                                  | Kinshasa                                                                    | RD del Congo                                                                | 2 – 0                                                                       | Mauritania                                                                  | Qual. Mondiali 2026                                                         | -                                                                           | 83’                                                                         |
| 19-11-2023                                                                  | Bengasi                                                                     | Sudan                                                                       | 1 – 0                                                                       | RD del Congo                                                                | Qual. Mondiali 2026                                                         | -                                                                           | 63’ 82’                                                                     |
| 6-1-2024                                                                    | Dubai                                                                       | RD del Congo                                                                | 0 – 0                                                                       | Angola                                                                      | Amichevole                                                                  | -                                                                           | 60’                                                                         |
| 10-1-2024                                                                   | Dubai                                                                       | RD del Congo                                                                | 1 – 2                                                                       | Burkina Faso                                                                | Amichevole                                                                  | -                                                                           | 65’                                                                         |
| 21-1-2024                                                                   | San-Pédro                                                                   | Marocco                                                                     | 1 – 1                                                                       | RD del Congo                                                                | Coppa d'Africa 2023 - 1º turno                                              | -                                                                           | 89’                                                                         |
| 24-1-2024                                                                   | Korhogo                                                                     | Tanzania                                                                    | 0 – 0                                                                       | RD del Congo                                                                | Coppa d'Africa 2023 - 1º turno                                              | -                                                                           | 68’                                                                         |
| 28-1-2024                                                                   | San-Pedro                                                                   | Egitto                                                                      | 1 – 1 dts (7 - 8 dtr)                                                       | RD del Congo                                                                | Coppa d'Africa 2023 - Ottavi di finale                                      | -                                                                           | 79’                                                                         |
| 2-2-2024                                                                    | Abidjan                                                                     | RD del Congo                                                                | 3 – 1                                                                       | Guinea                                                                      | Coppa d'Africa 2023 - Quarti di finale                                      | -                                                                           | 84’                                                                         |
| 7-2-2024                                                                    | Abidjan                                                                     | Costa d'Avorio                                                              | 1 – 0                                                                       | RD del Congo                                                                | Coppa d'Africa 2023 - Semifinale                                            | -                                                                           | 70’                                                                         |
| 10-2-2024                                                                   | Abidjan                                                                     | Sudafrica                                                                   | 0 – 0 (6 – 5 dtr)                                                           | RD del Congo                                                                | Coppa d'Africa 2023 - Finale 3º posto                                       | -                                                                           | 28’ 46’                                                                     |
| 9-6-2024                                                                    | Kinshasa                                                                    | RD del Congo                                                                | 1 – 0                                                                       | Togo                                                                        | Qual. Mondiali 2026                                                         | -                                                                           | 90+4’                                                                       |
| Totale                                                                      |                                                                             | Presenze                                                                    | 14                                                                          |                                                                             | Reti                                                                        | 0                                                                           |                                                                             |